# Anton Galeazzo Bentivoglio
Anton Galeazzo Bentivoglio (ur. 1385 w Bolonii, zm. 23 grudnia 1435 tamże) – szlachcic i kondotier boloński, przedstawiciel możnego rodu Bentivoglio, syn Giovanniego I Bentivoglio. W latach 1420–1435 (z przerwami) rządził w Bolonii.

## Życiorys
Po śmierci ojca schronił się u rodziny Mavezzi w Castel Guelfo di Bologna. 3 marca 1416 mieszkańcy Bolonii wypowiedzieli posłuszeństwo antypapieżowi Janowi XXIII i powołali rząd Reformatorów. Bolonia znów stała się autonomiczna. W 1420 miał miejsce konflikt Bentivoglio z rodzinami Canetoli, Gozzadini i Ghisileri. Anton Galeazzo zdołał wysłać swoich przeciwników na wygnanie, a niektórych kazał powiesić. Stanął na czele rządu Reformatorów, ale mimo iż posiadał pełnię władzy, nie obwołał się panem Bolonii. Jego okrutne postępowanie wywołało sprzeciw mieszkańców i w lipcu 1420 został wygnany z miasta, ale porozumiawszy się z Braccio di Montone, kapitanem wojsk papieskich, otrzymał władzę na Castel Bolognese. Została mu ona jednak wkrótce zabrana, gdy próbował zająć Imolę.
Jako kondotier przechodził to na służbę Florencji, to Państwa Kościelnego. 4 grudnia 1435 udało mu się wrócić do Bolonii. Legat papieski, kard. Giovanni da Treviso obawiał się jednak, że sympatia, jaką Anton Galeazzo wzbudzał u Bolończyków, może być przyczyną kolejnej rewolty. Razem z Baldassarem d'Offidą przygotowali zasadzkę na Antona Galeazzo, który został schwytany i zabity w Palazzo Re Enzo razem ze swoimi towarzyszami.

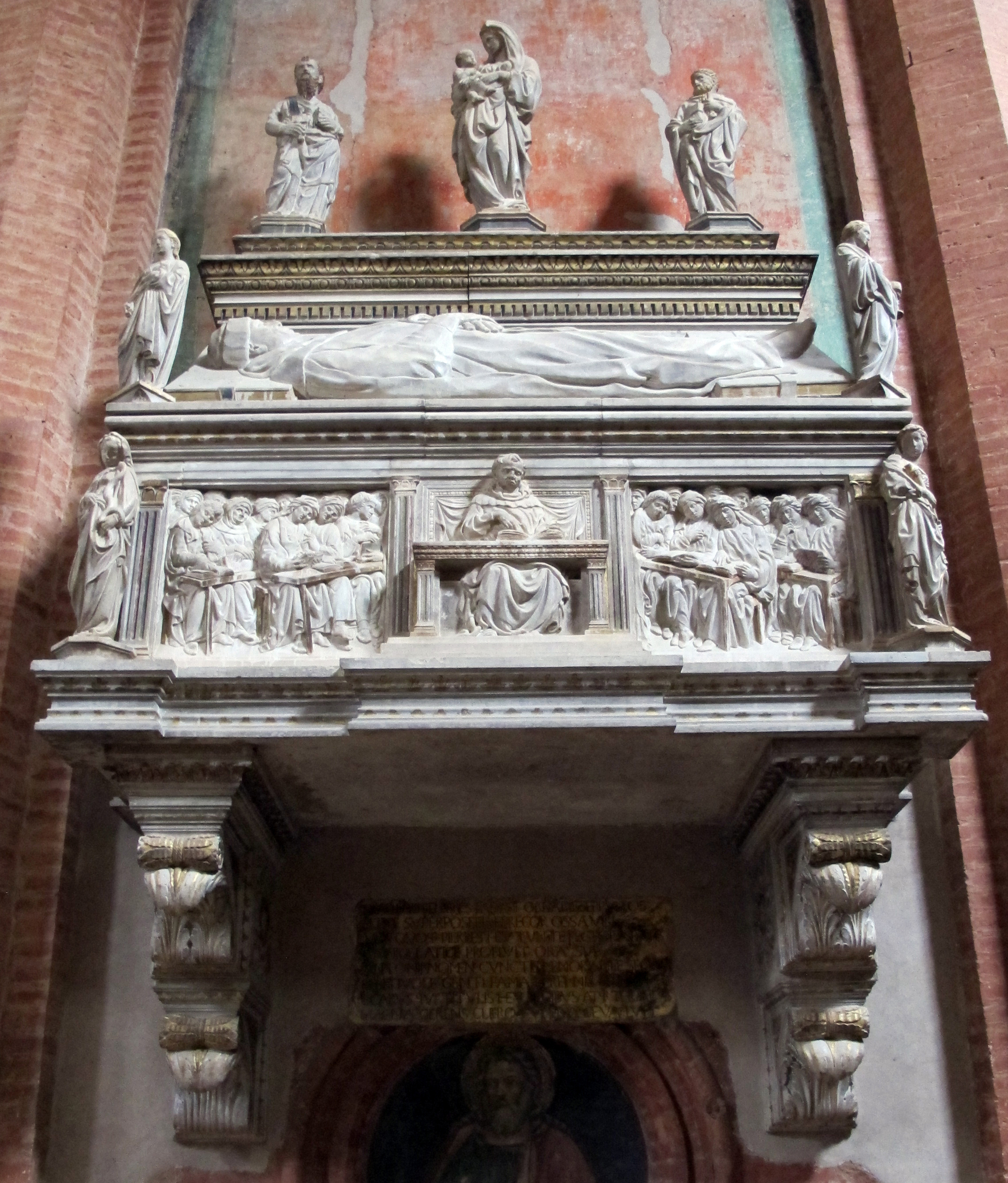
Grobowiec Antona Galeazzo Bentivoglio

Pochowany został najpierw w kościele San Cristoforo del Balladuro, a następnie w sarkofagu autorstwa Jacopo della Quercia w kościele San Giacomo Maggiore.